# Pyramids Football Club
El Pyramids Football Club (àrab: نادي بيراميدز لكرة القدم, Nādī Bīrāmīdz li-Kurat al-Qadam, també conegut en àrab com نادي الأهرام, Nādī al-Ahrām, ‘Club de les Piràmides’) és un club esportiu egipci de la ciutat de Nou Caire, al Caire.
Va ser fundat com a Al Assiouty Sport (àrab: الأسيوطي سبورت, al-Asyūṭī Sbūrt) a Beni Seuf el 2008. Ascendí per primer cop a la màxima categoria el 2014, però acabà dinovè i baixà de nou. Tornà a ascendir la temporada 2016–2017.
L'estiu de 2018, l'empresari saudita Turki Al-Sheikh comprà el club, li canvià el nom a Pyramids FC i el traslladà a 120 km del Caire.

## Palmarès
- Copa egípcia de futbol: [8]
  - 2023–2024